# Hochstift Würzburg

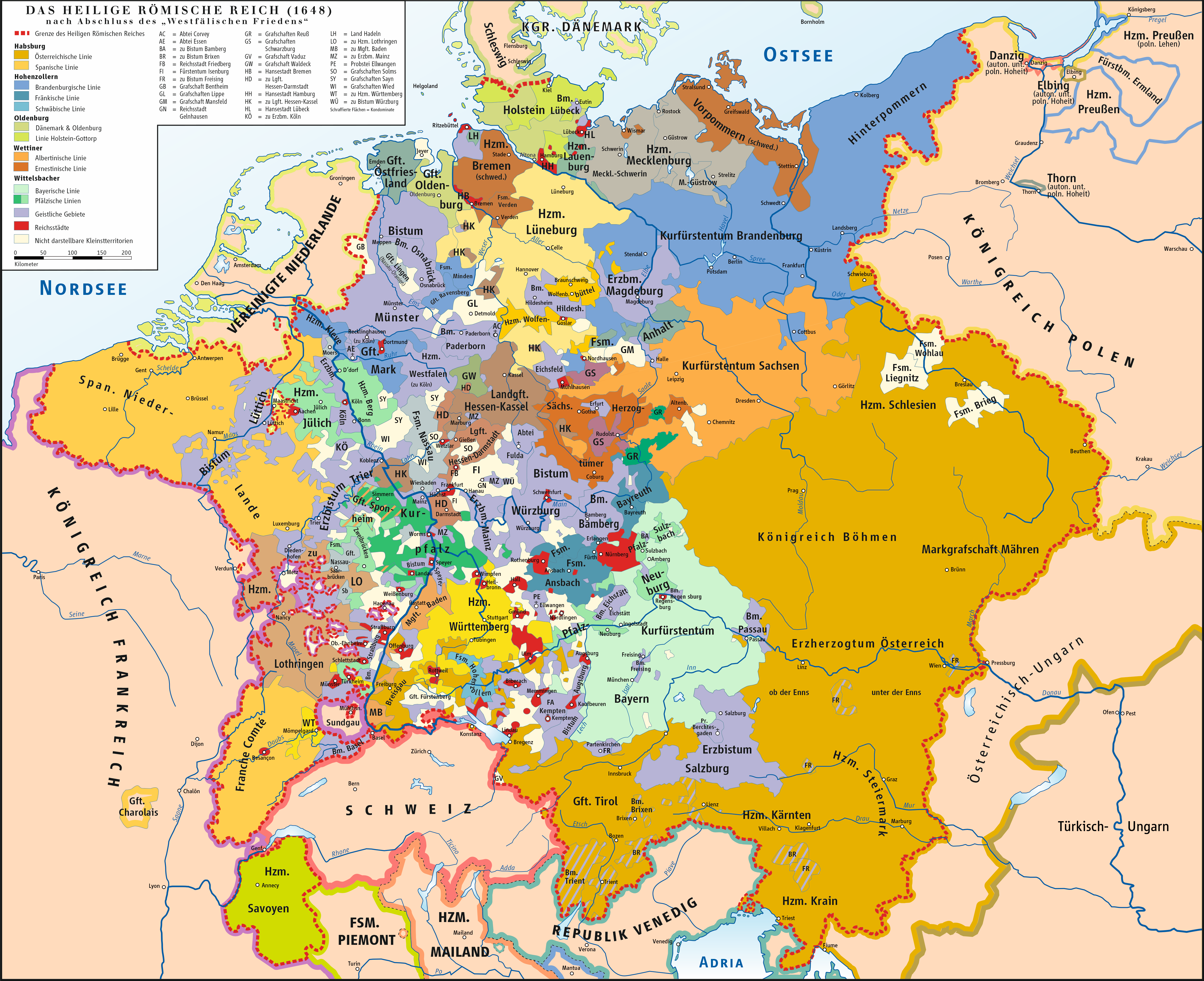
Das Heilige Römische Reich 1648

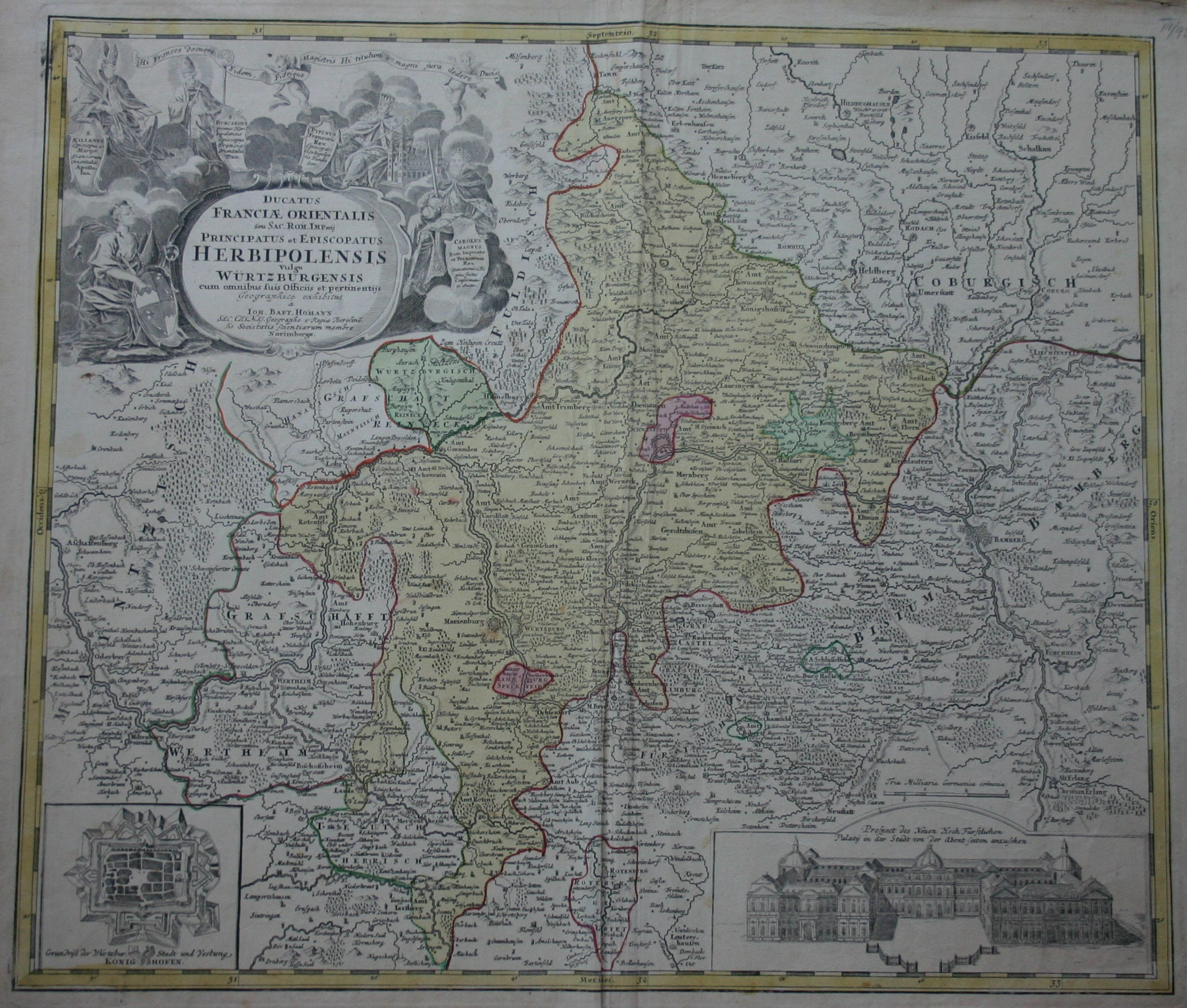
Karte des Hochstifts um 1700, Kupferstich von Johann Baptist Homann

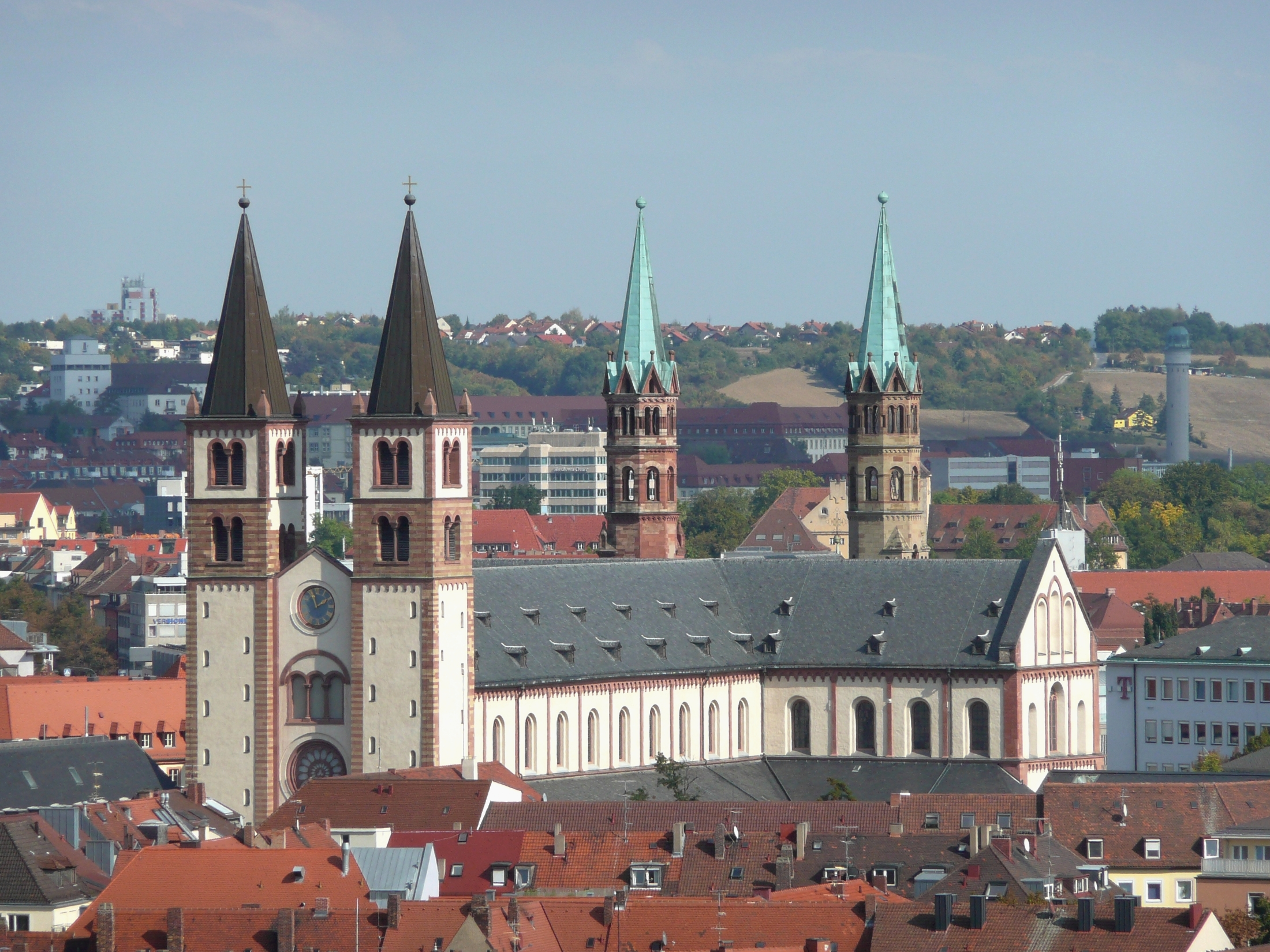
Würzburger Dom St. Kilian

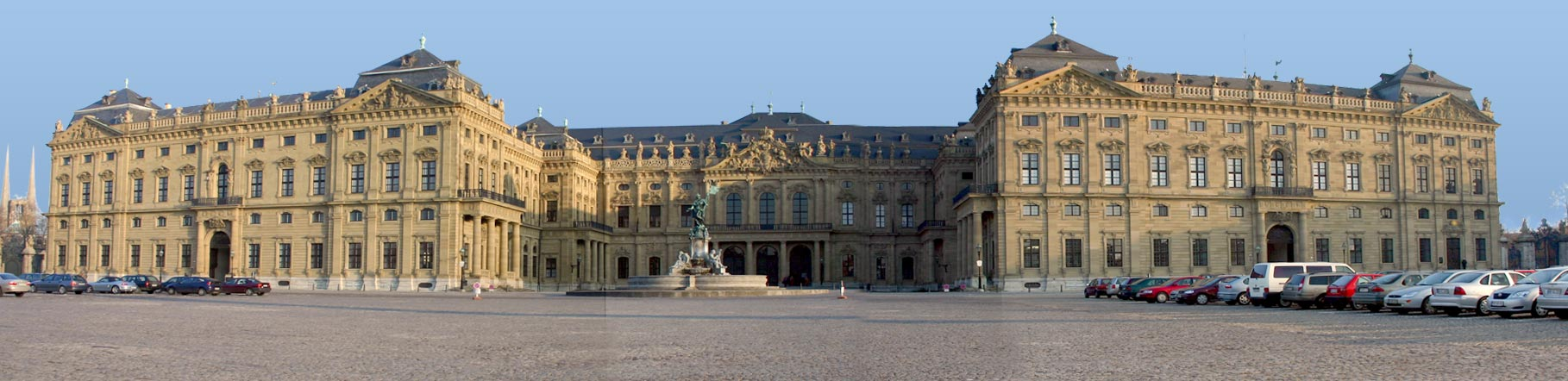
Würzburger Residenz, erbaut 1719–44 von Balthasar Neumann für die Fürstbischöfe Johann Philipp und Friedrich Karl von Schönborn

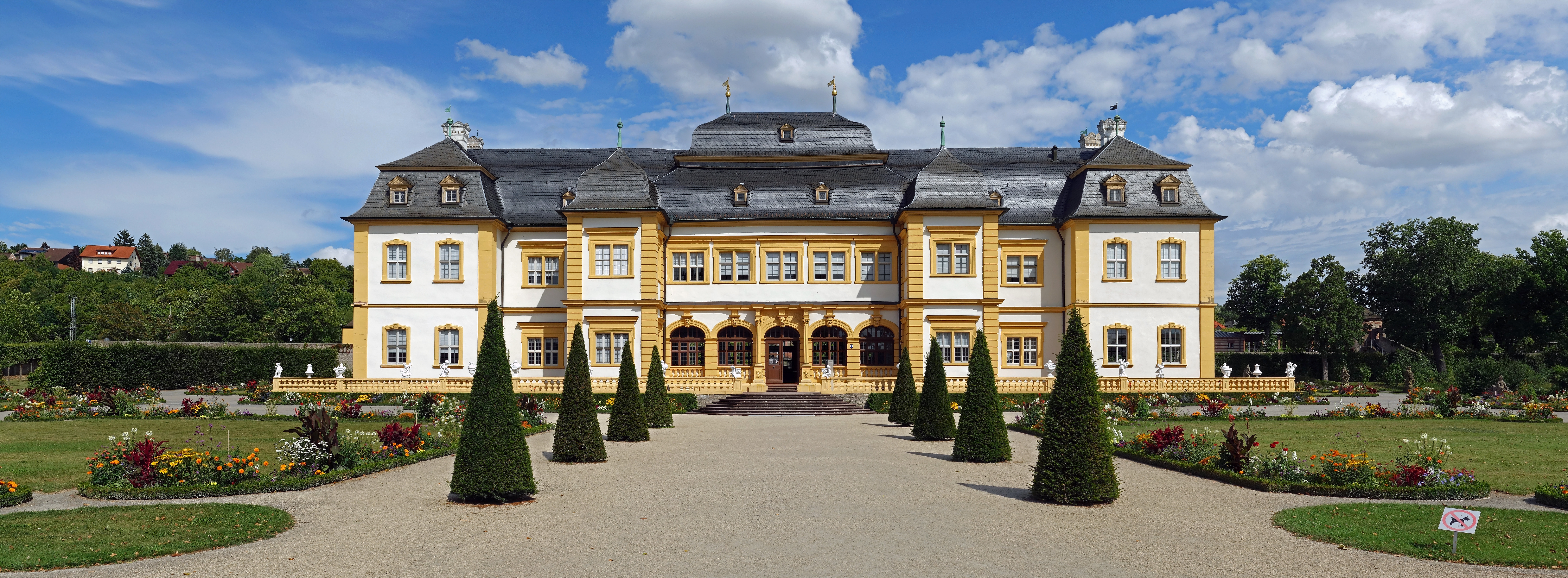
Sommerresidenz Schloss Veitshöchheim

Hochstift Würzburg (bis ins 19. Jahrhundert auch Hochstift Wirzburg) war die Bezeichnung für das von den Bischöfen von Würzburg in ihrer Eigenschaft als Reichsfürsten beherrschte Territorium des Heiligen Römischen Reiches deutscher Nation. Im 17. und 18. Jahrhundert wurde das Hochstift auch als „Herzogtum Franken“ bezeichnet.

## Geschichte
Das Würzburger Bistum wurde 741 von Bonifatius gestiftet, der erste Bischof war St. Burkard. Die Bischöfe erwarben im 10. und 11. Jahrhundert die meisten Grafschaften innerhalb ihres Sprengels und die Gerichtsbarkeit über alle Hintersassen. 1168 wurde den Bischöfen von Kaiser Friedrich I. die Güldene Freiheit verliehen, wodurch das Hochstift nach österreichischem Vorbild zum Herzogtum aufstieg. Später nannten sich die Bischöfe außerdem mit zweifelhafter Berechtigung Herzöge in Franken. Eine rechtswirksame, formelle Verleihung ist nicht nachgewiesen. Der allgemeine Gebrauch des Titels Herzog von Franken wurde erst im 15. Jahrhundert üblich. Im 13. und 14. Jahrhundert kam es wiederholt zu Streitigkeiten mit den Städten des Stifts, vornehmlich mit Würzburg selbst, so unter Hermann I. von Lobdeburg (1225–1254) und Gerhard von Schwarzburg (1372–1400), unter dessen Regierung das Hochstift stark verschuldet war. Albrecht II. von Hohenlohe (1345–1372) erwarb 1354 die Burggrafschaft Würzburg, welche bis dahin die Grafen von Henneberg als Stiftsvögte besessen hatten.
Im Bauernkrieg des Jahres 1525 verloren 10.067 Bauern und Bürger ihr Leben. Nach dem Aufstand wurden 295 hingerichtet.
Die Regierungszeit des Bischofs Melchior Zobel von Giebelstadt (1544–1558) ist durch die Grumbachschen Händel bekannt. Julius Echter von Mespelbrunn (1573–1617) führte die Gegenreformation im Hochstift Würzburg durch und gründete 1579 das Julius-Spital sowie 1582 die Universität Würzburg. Auch wurden die Hexenprozesse in Würzburg wieder aufgenommen, die unter Philipp Adolf von Ehrenberg (1622–1631) ihren Höhenpunkt fanden und 1749 mit dem Tod der Maria Renata Singer von Mossau endeten. Als Mitglied in der katholischen Liga hatte das Bistum im Dreißigjährigen Krieg stark zu leiden. Der schwedische Kanzler Axel Oxenstierna übertrug am 20. Juni 1633 dem Herzog Bernhard von Sachsen-Weimar die Bistümer Würzburg und Bamberg als Herzogtum Franken, der sich jedoch nach der Niederlage bei Nördlingen nicht darin behaupten konnte. Bischof Franz von Hatzfeld (1631–1642) verwaltete, wie mehrere seiner Nachfolger, zugleich das Bistum Bamberg. Unter der Regierung des Bischofs Franz Ludwig von Erthal (1779–1795) erlebte das Hochstift eine letzte Blüte. Georg Karl von Fechenbach war der letzte der Würzburger Fürstbischöfe.
Am 24. August 1802 wurde das Hochstift säkularisiert (umgesetzt 1803 durch den Reichsdeputationshauptschluss) und bis auf einen kleinen Teil von rund 826 km² dem Kurfürstentum Bayern zugeschlagen. Der Fürstbischof erhielt eine jährliche Pension von 60.000 Gulden und überdies 30.000 Gulden als Koadjutor des Bistums Bamberg. Die Kollegiatstifte, Prälaten- und Frauenklöster wurden aufgelöst. Den weitgehend erhaltenen Bettelorden wurde die Aufnahme von Novizen verboten.
Bayern trat im Frieden von Preßburg gegen Entschädigung das Fürstentum Würzburg 1805 an Ferdinand, den ehemaligen Großherzog von Toskana ab, der das ihm 1803 zur Entschädigung überlassene Kurfürstentum Salzburg an Österreich übertrug, wogegen nun Würzburg zum Kurfürstentum erhoben wurde. Am 25. September 1806, nach dem Ende des Heiligen Römischen Reichs, trat der Kurfürst dem Rheinbund bei und nahm nun den Titel Großherzog von Würzburg an.
Nach der Auflösung des Rheinbundes endete auch das Großherzogtum Würzburg. Durch Beschluss des Wiener Kongresses (1814) erhielt der Großherzog seinen  Erbstaat Toskana, Würzburg aber fiel größtenteils an Bayern zurück. Das Bistum wurde dann 1818 wieder eingerichtet, die Stelle eines Weihbischofs erst am 27. Dezember 1959 wieder geschaffen. Eine Neuordnung der kirchlichen Verhältnisse erfolgte 1821 mit der Umsetzung des Konkordats zwischen dem Heiligen Stuhl und dem Königreich Bayern vom 5. Juni 1817.

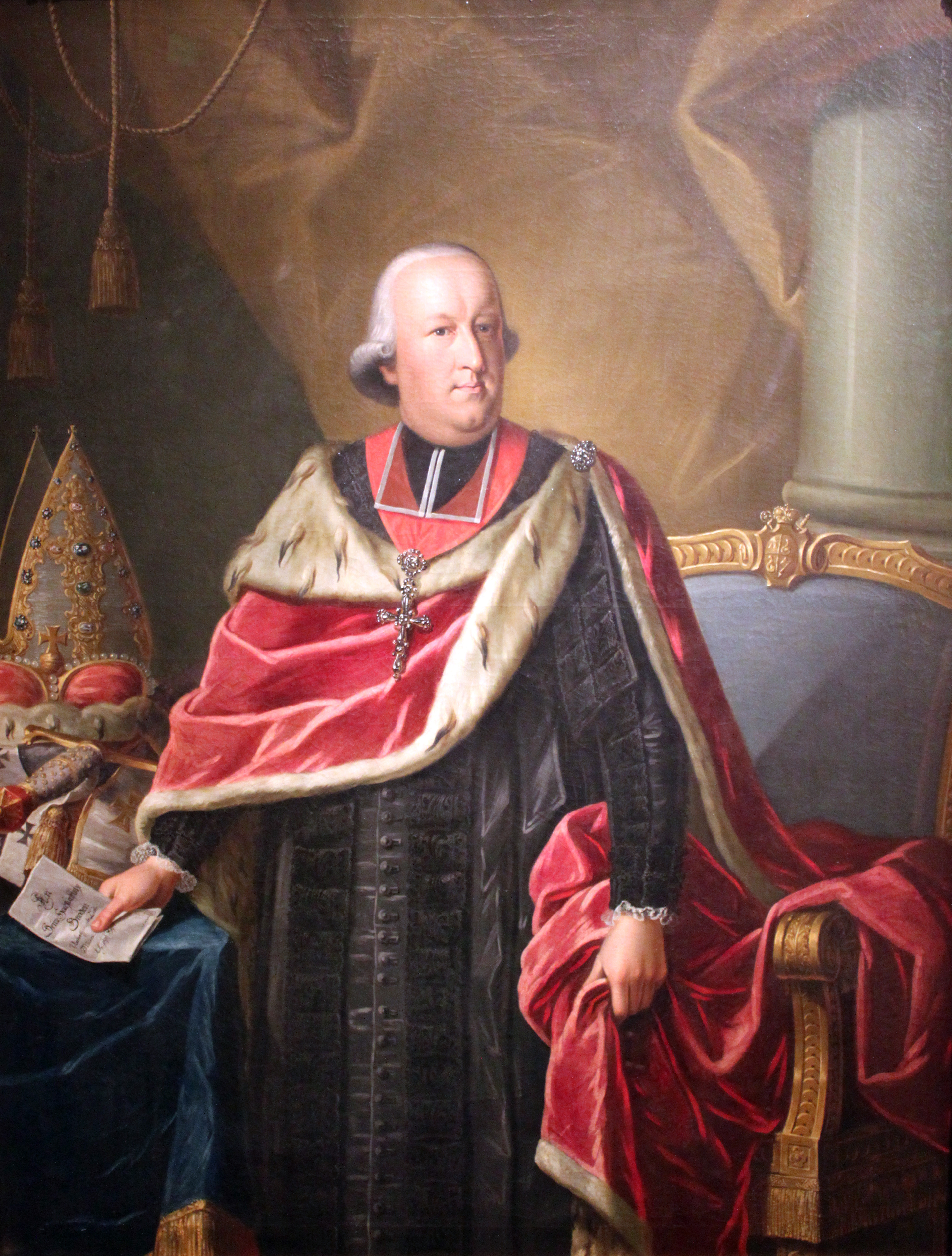
Georg Karl Ignatz von Fechenbach, Fürstbischof von Würzburg, 1800, Deutsches Historisches Museum Berlin
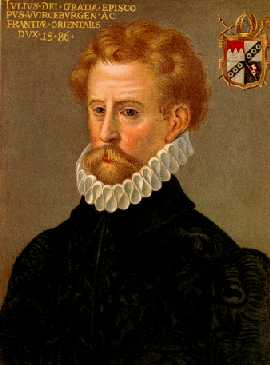
Julius Echter von Mespelbrunn
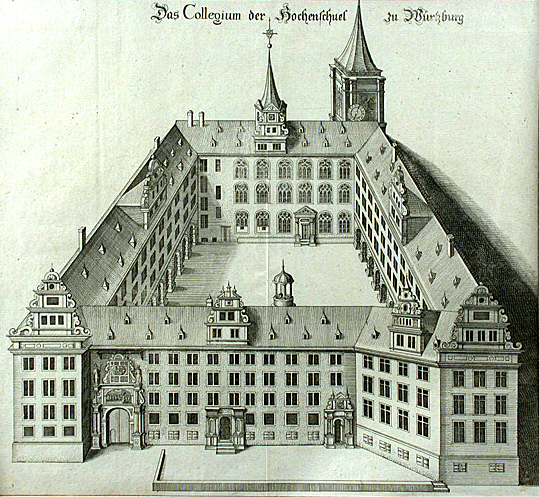
Collegium der Hochenschuel zu Würtzburg
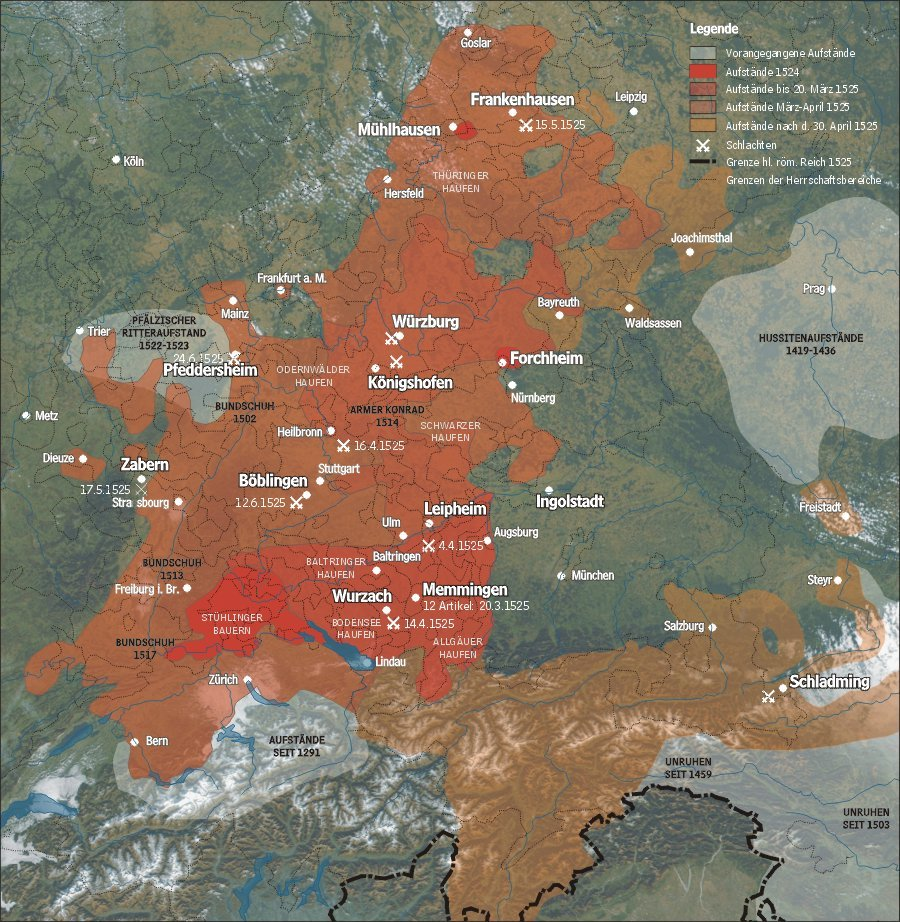
Umfang der Aufstände während des Bauernkrieges in der Region

## Innere Struktur um 1790
Nach zeitgenössischer Darstellung (Anton Friedrich Büsching, Georg Hassel).

### Titel und Wappen
Der Titel des Bischofs ist: N. N., des Heil. Röm. Reichs Fürst und Bischof zu Würzburg, Herzog zu Ostfranken. Das Wappen des Bistums ist ein schräg schwebendes von Rot und Silber quadriertes Fähnlein an einer goldenen Lanze im blauen Felde, und wird zuerst unter Bischof Johann III. geführt; wegen des Herzogtums Franken ein von Rot und Silber quer gestreiftes Quartier, mit drei weißen Spitzen im roten Felde. Hinter dem Wappenschild ragen ein Bischofsstab und ein Schwert hervor.

### Besondere Ehrenrechte
Die Bischöfe ließen sich auf Prozessionen ein blankes Schwert vortragen. Papst Benedikt XIV. hatte ihnen 1752 das Tragen des erzbischöflichen Palliums und Kreuzes bewilligt; sonst waren sie aber Suffraganten der Mainzer Erzbischöfe.
Dem Bischof war seit dem Hochmittelalter die Vergabe von vier Erbämtern gestattet, die vor allem bei der Inthronisation des Bischofs praktische Bedeutung hatten, sonst aber nur Ehrentitel des beliehenen Adels waren.
- Erbmarschall war der gefürstete Graf zu Henneberg,
- Erbkämmerer war der Fürst zu Löwenstein-Wertheim,
- Erbschenk war der Graf von Castell und
- Erbtruchseß war der (jeweilige) Besitzer der Grafschaft Rieneck.

### Reichstag und fränkischer Reichskreis
Im Reichstag hatte der Fürst und Bischof zu Würzburg im Reichsfürstenrat auf der geistlichen Bank die fünfte Stelle; beim fränkischen Kreis aber hat er wegen des Bistums die erste Stimme.
Sein Reichsmatrikularanschlag hat zuletzt 850 fl. betragen, worunter schon der Anschlag der Herrschaft Reigelsberg und der Reichsdörfer Gochsheim und Sennfeld enthalten ist. Der würzburgische Beitrag zum Kaiserlichen und Reichskammergericht war zuletzt festgesetzt auf 826 Reichstaler je Kammerziel (= zweimal im Jahr).

### Bischof und Domkapitel
Der Bischof wurde gewählt vom Domkapitel, das aus 24 Kapitularherren und 30 Domicellaren bestand.
Es verfügte über eigene Einkünfte und hatte bestimmte Kontrollfunktionen über die Amtsführung des Bischofs, aber kein generelles Haushaltsrecht.
Würzburg war eines der Hochstifte, in denen das Domkapitel dem Druck des Hochadels standhielt und statt eines nachgeborenen Prinzen aus einem der hochfürstlichen Häuser stets nur Mitglieder aus einheimischen, gräflichen und ritterschaftlichen Geschlechtern wählte.

### Verwaltungsgliederung
Die obersten Behörden des Hochstifts waren im Stil der Zeit kollegial eingerichtet: zu den „bischöflichen hohen Collegia“ zählten
- die geistliche Regierung, zuständig für die bischöfliche Gerichtsbarkeit in kirchlichen Dingen,
- das Vicariat, für Streitigkeiten über bzw. mit „gottesdienstlichen Personen und Sachen“ und
- das Consistorium, welches die Ehesachen entschied.

Gegen Entscheidungen des Vicariats und des Consistoriums an den Erzbischof zu Mainz oder an die päpstliche Nuntiatur appelliert.
- der geheime Rat, vor den die wichtigsten Sachen gehörten,
- der Regierungs- und Hof-Rat, der alle Criminal- und Zivil-Sachen richtete und aus vier abgeteilten Gerichten bestand, nämlich Gebrechenamt, Ratamt, Lehngericht und Peinliches Gericht,
- das Hofgericht, an das vom Landgericht appelliert wurde;
- das Landgericht (es wurde von Würzburger Seite auch als „kaiserliches Landgericht in Franken“ bezeichnet, welches dem Fürstbischof seit 1384 verliehen sei) verhandelte Erbschafts-, Vormundschafts- und dergleichen Sachen (die freiwillige Gerichtsbarkeit),
- der obere Rat, vor den die „Policeysachen“ gehörten und
- der Stadtrat.

Für die zentrale Verwaltung der Güter und Einkünfte des Stifts war die fürstliche Hofkammer zuständig.
Der Hofkriegsrat sorgte für die Ausrüstung und Ausbildung der fünf würzburgischen Regimenter zu Fuß und zu Pferde, sowie für die Instandhaltung der Verteidigungsanlagen; ihm oblag auch die Überwachung der Würzburger Stück-Gießerei (Stück = Kanone), also der Rüstungsbetriebe.

### Gliederung der unteren Verwaltungsebene
Die der fürstlichen Verwaltung unterstehenden 33 Städte, 16 Marktflecken und ca. 700 andere Ortschaften waren – soweit sie dem Fürstbischof unmittelbar zuständig waren – auf 57 untere Verwaltungseinheiten verteilt. Unter den „höheren Dicasterien“ gab es neben der Hauptstadt Würzburg die Bezirke von 23 Ober- und Centämtern, 18 Centämtern, 3 Oberämtern, 6 Ämtern, 4 Kellereien, 1 Kloster- und Propst-Amt, sowie einem Kondominatsamt (Remlingen).
Der mittelbaren Landeshoheit unterworfen waren außerdem die Besitzungen der Dompropstei, des Domkapitels, des Julius-Spitals und anderer Körperschaften, namentlich mehrerer Klöster.

### Kirchliche Gliederung
Die (1790) etwa 230.000 Untertanen des Bischofs waren vorwiegend römisch-katholisch. Zum bischöflich-würzburgischen Kirchsprengel gehörten 16 Landdechaneien, nämlich Arnstein (19 Pfarreien), Buchheim (Burgbernheim)  (unter Landeshoheit von Kurmainz, 17), Bühlertann (8), Dettelbach (27), Ebern (17), Iphofen (13), Gerolzhofen (27), Karlstadt (geteilt in einen oberen und unteren Distrikt mit zusammen 32 Pfarreien), Krautheim (unter Landeshoheit von Mainz, 12), Mellrichstadt (36), Mergentheim (zum Hoch- und Deutschmeistertum gehörig, 23), Mosbach, (unter kurpfälzischer Landeshoheit, 9), Münnerstadt (34), Neckarsulm (auch im Meistertum Mergentheim, 13), Ochsenfurt (26), Schlüsselfeld (11) und 19 Prälaturen, außerdem noch 3 adeliche Stifter. Daneben gab es im Bistum auch 25 evangelisch-lutherische Pfarreien und verschiedene reformierte Gemeinden, die es unter dem Krummstab nicht leicht hatten und von Zeit zu Zeit seit der Mitte des 17. Jahrhunderts beim Reichstag Klage über Ungerechtigkeiten und Bedrückungen führten. Im 16. Jahrhundert war die Reformation weit verbreitet, doch vor allem während der Regierung von Julius Echter von Mespelbrunn wurde die Gegenreformation, oft mit Zwang und Gewalt, durchgeführt.